# Irrintzi (grito)
Irrintzi palabra que en euskera significa "grito" o "relincho", es un grito agudo, estridente, largo y de un solo aliento que se usaba en el territorio de Vasconia entre pastores y gentes del campo para darse señales haciéndolo resonar en los flancos de las montañas. En la actualidad se utiliza como manifestación de alegría y otro tipo de sentimientos (duelo, solidaridad, etc). Se suele oír en fiestas,  celebraciones y como acompañamiento en algunas canciones. La persona que lo hace recibe el nombre de irrintzilari en muchas fiestas se realizan concursos de irrintzis.
El grito suele ser realizado por un individuo pero es recibido por un colectivo cuyos individuos responden al mismo dando un carácter colectivo a la acción.
Joan Piarres Duvoisin, estudioso de la lengua y costumbres vascas, estimaba que el irrintzi tiene un origen remoto, emparentado con otros gritos similares que se dan en otras culturas, como la hebrea o la árabe. En la Edad Media se usaba para atemorizar a los enemigos. Hay crónicas en que señalan que los montañeses atemorizaban a los musulmanes con gritos prolongados, jugando, probablemente, un efecto psicológico antes de las batallas.
El 11 de noviembre de 1918 se hizo célebre esta expresión sonora al ser utilizada de forma espontánea en la calle Víctor Hugo de Bayona (País Vasco Francés) para celebrar el armisticio de la Primera Guerra Mundial que se acababa de proclamar.
Joseph-Augustin Chaho publicó en la revista Ariel en el número del  13 de abril de 1845 un artículo donde distinguía entre 19 gritos diferentes:
- Khereillu: griterío.
- Karraxia:  grito confuso.
- Oihu: grito de llamada.
- Deigrito: grito  para despertar.
- Hela: grito de alerta.
- Auhendu: grito de lamento.
- Orroko: grito de horror.
- Marraka: grito de dolor.
- Marraska: grito lacrimoso.
- Marruma: grito ahogado.
- Heiagora: grito de aflicción.
- Deihadarra: grito de alarma.
- Uhuri: grito aullante.
- Marrobia: grito rugiente.
- Sinkha: grito de júbilo.
- Irrintzina: grito de risa.
- Kikisai: grito de alegría.
- Hozengu: grito de aclamación.[2]

Según una tesis de la Clínica Universidad de Navarra, el irrintzi sería útil para terapias y tratamiento de trastornos foniátricos e incluso para mejorar técnicas de canto.